# 以色列標準時間
|  | UTC+02:00           | 埃及標準時間                                                                                          |
|  | UTC+02:00 UTC+03:00 | 欧洲东部时间 / 以色列標準時間 / 巴勒斯坦标准时间 欧洲东部夏令时间 / 以色列夏令时间 / 巴勒斯坦夏令时间 |
|  | UTC+03:00           | 阿拉伯标准时间 / 土耳其时间 / 約旦标准时间                                                            |
|  | UTC+03:30           | 伊朗標準時間                                                                                          |
|  | UTC+04:00           | 波斯湾标准时间                                                                                        |

以色列标准时间（希伯來語： She'on Yisra'el，意義：以色列時間），是以色列的法定時區。其標準時間是UTC+2，夏令時間是UTC+3。在中东地區，使用相同標準時間與夏令時間的国家除以色列外，尚有巴勒斯坦、约旦、叙利亚、黎巴嫩和塞浦路斯。

## 外部連結
- 以色列時間 （页面存档备份，存于）